# جارد نورمان
جارد نورمان (28 نوفمبر 1974 في المملكة المتحدة - ) (بالإنجليزية: Jared Norman)‏ هو لاعب كريكت بريطاني. لعب مع Cambridgeshire County Cricket Club ‏.